# Axel Adler

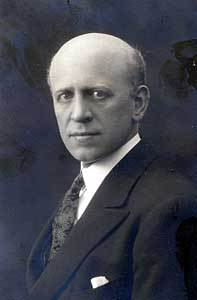
Axel Adler.

Axel Ivar Bonde Adler, senare Adlerbert, född den 23 oktober 1878 i Upphärads församling, Älvsborgs län, död den 8 april 1966 i Göteborgs Annedals församling, Göteborg, var en svensk företagsledare inom mejeri och mjölkförsäljning. 
Han var son till godsägaren J. Adler-Andersson och Johanna Bondesson. Gift 1908 med Rut Adler och skild 1935. Vidare var han farfar till gymnasten Lena Adler.

## Biografi
Axel Adler var äldst av fem syskon i en familj som drev mejeri och mjölkhandel; han syster Eva gifte sig med Ivar Arosenius. Han studerade vid Göteborgs privata gymnasium och anställdes 1893 som kontorist i familjens företag. Det växte snabbt och när det ombildades till aktiebolag tio år senare, omfattade det 22 mejerier och ett femtiotal mjölkbutiker. Adler blev direktör för firman vid 24 års ålder, men lämnade direktörsposten efter några år och reste runt i Europa. Efter återkomsten till Sverige avlade han agronomexamen vid Alnarps lantbruksinstitut 1908. Där träffade han sin blivande hustru Rut Hallenborg.  De bosatte sig 1909 på gården Ekered i Dvärred, Lindome. Gården kom att utveckla sig till ett idécentrum och informell folkhögskola.

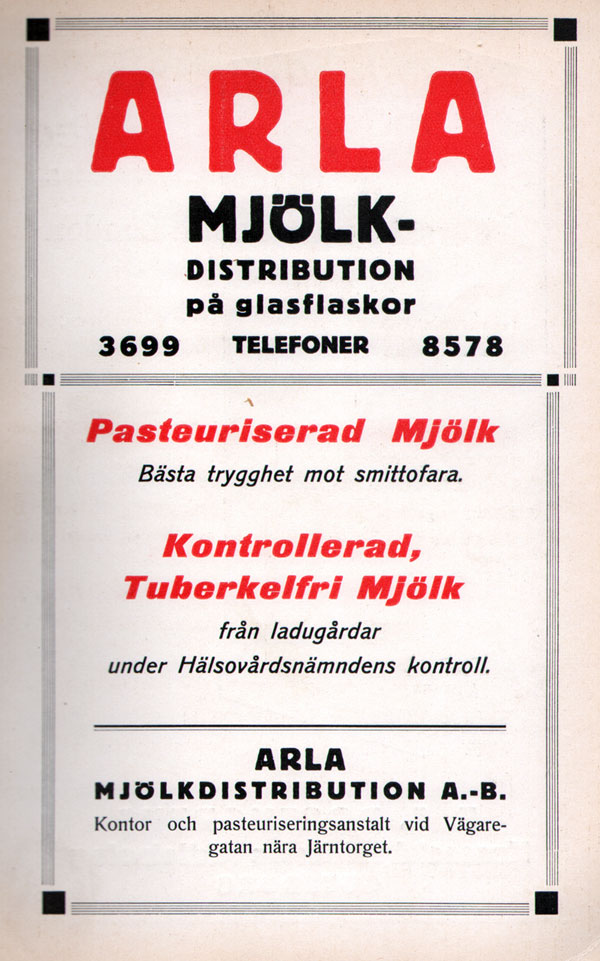
Annons för Arla i adresskalender 1917

År 1910 blev Axel Adler åter direktör för familjeföretaget. Han köpte ut sina syskon och utvidgade verksamheten genom uppköp av andra mejerier och mjölkbutiker samt Rosenlunds Ångbageri. Hela verksamheten samlades under bolagsnamnet Arla, som kom att få monopol på mjölkdistributionen i Göteborgsområdet. 
År 1925 började Adler studera vid Göteborgs handelshögskola och diplomerades där 1929. Han blev nära knuten till högskolan, blev hedersmedlem i kåren, ledamot av styrelsen och till sist även hedersdoktor. 
År 1935 sålde Adler sitt bolag till bondekooperativa Lantbrukarnas Mjölkcentral (LMC). Försäljningsintäkterna investerades bland annat i Rederi AB Transatlantic och i Göteborgs Handelsbank.  
Adler beundrade den socialdemokratiske finansministern och ideologen Ernst Wigforss och hans idéer mycket. Det blev inspirationen till Axel Adlers donation 1945–1959 av pengar och aktier som ledde till bildandet av de sex Adlerbertska stiftelserna. Namnet Adlerbert hade tidigare förekommit i släkten och Axel Adler bytte sent i livet namn till Adlerbert. Stiftelsernas huvudändamål är att understödja utbildning och forskning i Göteborg.
Axel Adlerbert är begravd på Östra kyrkogården i Göteborg.

## Eftermäle
I stadsdelen Högsbo, Göteborg, finns sedan 1995 en Axel Adlers Gata.

### Externa webbkällor
- Axel Adler Adlerbert: Släkt och levnadsminnen, upptecknade omkring 1955.
- Adlerbertska stiftelserna, webbplats.